# Leucauge wokamara
Leucauge wokamara là một loài nhện trong họ Tetragnathidae.
Loài này thuộc chi Leucauge. Leucauge wokamara được Embrik Strand miêu tả năm 1911.